# María Angélica Granados Trespalacios
María Angélica Granados Trespalacios, más conocida como Manque Granados (Ciudad de México, 28 de febrero de 1971), es una política mexicana que fue presidente municipal suplente y Directora de Desarrollo Económico y Turístico del Gobierno Municipal del Municipio de Chihuahua, recientemente fue titular en la Secretaría de Innovación y Desarrollo Económico de Gobierno del Estado de Chihuahua en la administración de Maru Campos. Actualmente es candidata a Diputada Federal por el Distrito 06 en Chihuahua. 

## Reseña biográfica
Es licenciada en Relaciones Internacionales por el Instituto Tecnológico y de Estudios Superiores de Monterrey, y tiene una Maestría en Estudios Latinoamericanos y Gobierno, por la Universidad de Georgetown en Washington D. C.
A lo largo de su trayectoria, fue consejera adjunta de las oficinas comerciales de ProMéxico en San Francisco y Los Ángeles; estuvo a cargo de la Dirección de Asuntos Multilaterales de la Secretaría de Seguridad Pública Federal. 
Ocupó la Subdirección de Estrategias de Promoción y Vinculación en Materia de Ciencia y Tecnología, con América del Norte, Asia, y la Unión Europea en el Consejo Nacional de Ciencia y Tecnología (CONACYT).
Apoyó los trabajos de la Secretaría de Relaciones Exteriores (México), en el Consulado General de México en Chicago, en la oficina de Asuntos Comerciales; y en la Oficina de Representación de la Secretaría de Energía, en la Embajada de México en Washington D. C., en los Estados Unidos.
Ha colaborado en varios simposios, seminarios y conferencias nacionales e internacionales, en temas de desarrollo económico, seguridad pública, y cooperación internacional. 

## Trayectoria

### Presidenta Municipal de Chihuahua (2021)
Ocupó el cargo de alcaldesa del Municipio de Chihuahua durante el periodo de licencia de Maru Campos, de enero a septiembre de 2021, dando continuidad a las políticas públicas de la administración 2018-2021, enfocadas a seguridad pública, desarrollo humano, competitividad, transparencia y obra pública.

### Gobierno Municipal de Chihuahua (2016-2012)
Estuvo a cargo de la Dirección de Desarrollo Económico y Turístico en el periodo de octubre 2016 a mayo de 2018 y de julio 2018 a diciembre de 2020 donde presentó iniciativas y proyectos como: Fiesta de Luz, Festival CUULINARIA, el Plan de reactivación económica A jalar juntos, el Fondo Municipal para Emprendedores de Chihuahua (FOMECH), el Sistema de Apertura Rápida de Empresas (SARE), ferias de productores locales y la atracción de inversión para impulsar la economía. 

### ProMéxico (2008-2015)
Fue Consejero Adjunto en la Unidad de Promoción de Inversiones y Negocios Internacionales en Los Angeles California, donde asesoró a exportadores mexicanos en la búsqueda de mercado para sus productos en los estados de California, Arizona, Nevada y Utah. Facilitó información y contactos a empresas extranjeras en la búsqueda de proveedores y manufactura en México, también facilitó a inversionistas extranjeros su entrada a México, con la finalidad de acercarlos con las diferentes entidades gubernamentales federales, estatales y municipales, parques industriales y empresas. En su labor, gestionó los apoyos y servicios de ProMéxico para empresas mexicanas y extranjeras.
También se desempeñó en la Unidad de Promoción de inversiones y Negocios Internacionales en San Francisco (California), donde asesoraba a exportadores mexicanos en la búsqueda de mercado para sus productos en el Área de la Bahía y el Valle del Silicio-Silicon Valley. Facilitó información y contactos a empresas extranjeras en la búsqueda de proveedores y manufactura en México, con enfoque en el sector de Tecnologías de la información, industrias creativas y servicios.

### Secretaría de Seguridad Pública Federal (2007-2008)
Fungió como enlace institucional de la Secretaría de Seguridad Pública Federal con los organismos multilaterales y otras dependencias del gobierno federal en los temas de corrupción, derechos humanos, y profesionalización. Coordinó el programa de profesionalización de la Policía Federal (México) en la Academia Nacional de Seguridad Pública en San Luis Potosí, con la participación de más de 20 instructores de distintas partes del mundo.

### Consejo Nacional de Ciencia y Tecnología, CONACYT (2005-2007)
Estuvo a cargo de la subdirección de Estrategias de Promoción y Vinculación en materia de Ciencia y Tecnología, con América del Norte, Asia y la Unión Europea del año 2005 al 2007 en CONACYT (Mexico).

### Secretaría de Relaciones Exteriores (2004-2005)
Durante su estadía en el Consulado General de México en Chicago, apoyó al Cónsul de Asuntos Económicos y comerciales en la promoción de exportaciones mexicanas, detectando las áreas de oportunidad para productos mexicanos, además participó en seminarios de negocios internacionales y fungió como enlace con las Cámaras de Comercio locales y regionales, y atendió a las empresas de la región del Medio Oeste que participaron en la primera visita oficial del Presidente Vicente Fox en 2004. 

### Secretaría de Energía, SENER (2001-2003)
Apoyó los trabajos de la Oficina de Representación de la Secretaría de Energía en la Embajada de México en los Estados Unidos de 2001 a 2003.

### NextLinx Corporation (2000-2001)
Fue analista para México, Venezuela y Estados Unidos en la actualización de datos y tarifas en impuestos a la importación y exportación.

### Georgetown University (1999)
En el Center for Latin American Studies fungió como asistente en Investigación y edición de la publicación del Dr. John Bailey, "Organized Crime and Democratic Governability: Mexico and the U.S-Mexican Borderlands" (Pittsburgh, PA: Universidad de Pittsburgh Press, 2001).

### Instituto de Seguridad y Servicios Sociales de los Trabajadores del Estado(1997-1998)
En el Estado de México ocupó la subjefatura del Departamento de Asuntos Multilaterales del ISSSTE, de 1997 a 1998.

### Banco Nacional de Comercio Exterior, BANCOMEXT (1996-1997)
Colaboró en la promoción y venta de los productos y servicios del Banco mediante el telemarketing y la comercialización.

### Cámara de Diputados, Congreso de la Unión (1996)
Realizó su servicio social en la Comisión de Relaciones Exteriores y la Comisión de Comunicación social en el Congreso de la Unión de México DF.